# اس‌ام‌اس لئوپارد
اس‌ام‌اس لئوپارد (به انگلیسی: SMS Leopard) یک کشتی است. این کشتی در سال ۱۸۸۵ ساخته شد.